# Brienne (Saona i Loira)
Brienne és un municipi francès, de la regió de Borgonya - Franc Comtat, departament de Saona i Loira, al districte de Louhans i al cantó de Cuisery. L'any 2007 tenia 386 habitants.

## Geografia
Brienne es troba a la Senyoria de Bresse.

## Demografia

### Població
El 2007 la població de fet de Brienne era de 386 persones. Hi havia 156 famílies, de les quals 42 eren unipersonals (21 homes vivint sols i 21 dones vivint soles), 63 parelles sense fills i 51 parelles amb fills.
La població ha evolucionat segons el següent gràfic:
Habitants censats

### Habitatges
El 2007 hi havia 198 habitatges, 161 eren l'habitatge principal de la família, 28 eren segones residències i 10 estaven desocupats. Tots els 195 habitatges eren cases. Dels 161 habitatges principals, 134 estaven ocupats pels seus propietaris, 21 estaven llogats i ocupats pels llogaters i 5 estaven cedits a títol gratuït; 7 tenien dues cambres, 18 en tenien tres, 60 en tenien quatre i 75 en tenien cinc o més. 125 habitatges disposaven pel capbaix d'una plaça de pàrquing. A 55 habitatges hi havia un automòbil i a 88 n'hi havia dos o més.

### Piràmide de població
La piràmide de població per edats i sexe el 2009 era:
| Homes | Edats   | Dones |
| ----- | ------- | ----- |
| 0     | 95 o +  | 0     |
| 0     | 90 a 94 | 4     |
| 4     | 85 a 89 | 0     |
| 0     | 80 a 84 | 0     |
| 0     | 75 a 79 | 12    |
| 12    | 70 a 74 | 8     |
| 16    | 65 a 69 | 8     |
| 12    | 60 a 64 | 12    |
| 12    | 55 a 59 | 16    |
| 8     | 50 a 54 | 8     |
| 0     | 45 a 49 | 4     |
| 8     | 40 a 44 | 4     |
| 20    | 35 a 39 | 8     |
| 12    | 30 a 34 | 24    |
| 8     | 25 a 29 | 0     |
| 0     | 20 a 24 | 0     |
| 8     | 15 a 19 | 4     |
| 4     | 10 a 14 | 12    |
| 8     | 5 a 9   | 8     |
| 16    | 0 a 4   | 8     |

## Economia
El 2007 la població en edat de treballar era de 229 persones, 161 eren actives i 68 eren inactives. De les 161 persones actives 150 estaven ocupades (85 homes i 65 dones) i 10 estaven aturades (3 homes i 7 dones). De les 68 persones inactives 26 estaven jubilades, 19 estaven estudiant i 23 estaven classificades com a «altres inactius».

### Ingressos
El 2009 a Brienne hi havia 185 unitats fiscals que integraven 470 persones, la mediana anual d'ingressos fiscals per persona era de 16.690 €.

### Activitats econòmiques
Dels 6 establiments que hi havia el 2007, 2 eren d'empreses de construcció, 1 d'una empresa de comerç i reparació d'automòbils, 1 d'una empresa d'hostatgeria i restauració, 1 d'una empresa financera i 1 d'una empresa de serveis.
Dels 3 establiments de servei als particulars que hi havia el 2009, 1 era un paleta, 1 lampisteria i 1 restaurant.
L'any 2000 a Brienne hi havia 5 explotacions agrícoles.

## Equipaments sanitaris i escolars
El 2009 hi havia una escola elemental integrada dins d'un grup escolar amb les comunes properes formant una escola dispersa.

## Poblacions més properes
El següent diagrama mostra les poblacions més properes.